# Evilenko
Evilenko es un thriller italiano de 2004 basada en el asesino en serie soviético Andrei Chikatilo. La película está escrita y dirigida por David Grieco y protagonizada por Malcolm McDowell, Marton Csokas y Ronald Pickup.

## Argumento
En 1984, en Kiev, el maestro de escuela Andrej Romanovich Evilenko es destituido de su cargo después de intentar violar a una alumna. Impulsado por sus impulsos psicopáticos y amargado por el colapso de la Unión Soviética, Evilenko comienza a violar, matar y comerse los cadáveres de mujeres y niños. A lo largo de la película se insinúa que Evilenko de alguna manera ganó el poder de hipnotizar a sus víctimas, lo que explica su falta de resistencia y su continua evasión de las autoridades.
Vadim Timurouvic Lesiev, un magistrado y hombre de familia, es asignado para atrapar al asesino en serie. Durante años, Evilenko elude a Lesiev y al psiquiatra Aron Richter, que está intentando estudiar el perfil del asesino. Richter finalmente encuentra a Evilenko con una niña pequeña y logra romper el control hipnótico de Evilenko sobre ella, pero es asesinado por Evilenko en represalia; aunque le parece que es atropellada por un tren, la niña escapa con vida.
Casi dos años después, Lesiev finalmente captura a Evilenko, quien ya ha matado a 55 personas, en su mayoría niños y mujeres jóvenes. El 22 de mayo de 1992 Evilenko acude a los tribunales y el 14 de febrero de 1994 es finalmente ejecutado. Antes de su ejecución, dos gobiernos expresaron interés en las habilidades psíquicas de Evilenko y pidieron la extradición de Evilenko, pero se les negó.

## Reparto
- Malcolm McDowell como Andrei Romanovich Evilenko
- Marton Csokas como Vadim Timurovic Lesiev
- Ronald Pickup como Aron Richter
- Frances Barber
- John Benfield
- Alexei Chadyuk como Capitán Ramenskij
- Ostap Stupka como Doctor Amitrin
- Vernon Dobtcheff como Bagdasarov
- Adrian McCourt como Surinov
- Ruby Kammer como Tonya